# Leidy Sinisterra
Leidy Lorena Sinisterra Rentería (* 26. Oktober 1987) ist eine kolumbianische Leichtathletin, die sich auf den Mittelstreckenlauf spezialisiert hat.

## Sportliche Laufbahn
Erste internationale Erfahrungen sammelte Leidy Sinisterra im Jahr 2021, als sie bei den Südamerikameisterschaften in Guayaquil in 2:06,34 min den fünften Platz im 800-Meter-Lauf belegte. 2023 gelangte sie bei den Südamerikameisterschaften in São Paulo mit 2:08,83 min auf Rang sieben und 2025 belegte sie bei den Südamerikameisterschaften in Mar del Plata in 2:09,90 min den sechsten Platz.
2021 wurde Sinisterra kolumbianische Meisterin im 800-Meter-Lauf sowie 2021 und 2022 in der 4-mal-400-Meter-Staffel.

## Persönliche Bestzeiten
- 400 Meter: 53,75 s, 23. April 2021 in Ibagué
- 800 Meter: 2:05,13 min, 8. Juli 2023 in Kortrijk